# 富田村 (福島県伊達郡)
富田村（とみたむら）は福島県伊達郡にあった村。現在の川俣町南西部にあたる。

## 地理
- 山：布引山、木幡山
- 河川：広瀬川

## 歴史
- 1889年（明治22年）4月1日 - 町村制の施行により、鶴沢村、東福沢村、西福沢村、小神村の区域をもって発足。
- 1955年（昭和30年）3月1日 - 伊達郡川俣町・飯坂村・小綱木村・大綱木村・福田村・小島村および安達郡山木屋村と合併し、改めて伊達郡川俣町が発足。同日富田村廃止。

## 交通

### 道路
- 富岡街道（現・国道114号）